# Seznam nemških skladateljev
Seznam nemških skladateljev.

## A
- Karl Friedrich Abel (1725-1787)
- Franz Abt (1819-1885)
- Theodor Wiesengrund Adorno (1903-1969)
- Martin Agricola (1466-1506)
- Karl Christian Agthe (1762-1797)
- Johann Rudolph Ahle (1625-1673)
- Eugen d'Albert (1864-1932)
- Siegfried Alkan (1858-1941)
- Hendrik Anders (1657-1714) (nem.-nizozemski)
- Johann André (1741-1799)
- Johann Anton André (1775-1842)
- Karl Anschütz (1813/15–1870)

## B
- Carl Philipp Emanuel Bach (1714-1788)
- Johann Sebastian Bach (1685-1750)
- Carola Bauckholt (1959-)
- Jürg Baur (1918-2010)
- Giuseppe Becce (1887-1973) (it. rodu)
- Ludwig van Beethoven (1770-1827)
- Günter Bialas (1907-1995)
- Benjamin Bilse (1816-1902)
- Hildegard von Bingen (1098-1179)
- Boris Blacher (1903-1975)
- Leo Blech (1871-1958)
- Philipp Friedrich Böddecker (1607-1683)
- Martin Boettcher (1927-2019)
- Dieter Bohlen (1954)
- Carl Bohm (1844–1920)
- Johannes Brahms (1833-1897)
- Valeri Brainin (1948)
- Wolfgang Carl Briegel (1626-1712)
- Max Bruch (1838-1920)
- Philipp Buchner (1614-1669)
- Johann Friedrich Franz Burgmüller (1806-1874)
- Dieterich Buxtehude (1637/39-1707)

## C
- Johann Cilenšek (1913-1998)
- Jan-Friedrich Conrad (1964-)
- Peter Cornelius (1824-1874)

## D
- Franz Danzi (1763–1826)
- Ferdinand David (1810–1873)
- Frederick Delius (1862-1934) (angleški nem. rodu)
- Paul Dessau (1894-1979)
- Albert Dietrich (1829–1908)
- Hugo Distler (1908-1942)
- Felix Draeseke (1835-1913)
- Annette von Droste-Hülshoff (1797-1848)

## E
- Arnold Ebel (1883 - 1963)
- Johann Ernst Eberlin (1702-1762)
- Johannes Eccard (1553-1611)
- Karl Anton Eckert (1820-1879)
- Werner Egk (1901-1983)
- Herbert Eimert (1897-1972)
- Hanns Eisler (1898-1962)
- Karim Sebastian Elias (1971-)
- Hans Ulrich Engelmann (1921-2011)
- Heimo Erbse (1924-2005)
- Ludwig Erk (1807-1883)
- Philipp Heinrich Erlebach (1657-1714)
- Hermann Erpf (1891-1969)
- Jean Paul Ertel (1865-1933)
- Caspar Ett (1788-1847)

## F
- Harold Faltermeyer (1952-)
- Johann Friedrich Fasch (1688-1758)
- Thomas Fehlmann (1957-)
- Karl Feininger (1844-1922)
- Johann Fischer (1646-1716)
- Johann Caspar Ferdinand Fischer (1656-1746)
- Johann Christian Fischer (1733-1800)
- Friedrich von Flotow (1812-1883)
- Annette Focks (1964-)
- Karl Friedrich (1920-2013)
- Johann Jakob Froberger (1616-1667)

## G
- Wilhelm Ganz (1833-1914)
- Ernst Ludwig Gerber (1746-1819)
- Christoph Willibald Gluck (1714-1787)
- Heiner Goebbels (1952-)
- Hermann Goetz (1840-1876)
- Paul Graener (1872-1944)
- Cornelius Gurlitt (1820-1901)

## H
- Joseph Haas (1879-1960)
- Michael Haller (1840–1915)
- Georg Friedrich Händel (1685-1759)
- Michael Andreas Häringer (2001)
- Erich Hartmann (1920-2020)
- Karl Amadeus Hartmann (1905-1963)
- Johann Adolph Hasse (1699-1783)
- Hans Leo Hassler (1564-1612)
- Johann Wilhelm Hässler (1747-1822)
- Florian Havemann (1952-)
- Hans Werner Henze (1926-2012)
- Carl Gottlieb Hering (1766-1853)
- Hans-Joachim Hespos (1938-)
- Adolf Friedrich Hesse (1809-1963)
- Hans Uwe Hielscher (1945-)
- Ferdinand von Hiller (1811-1885)
- Johann Adam Hiller (1729-1804)
- Paul Hindemith (1895-1963)
- Franz Anton Hoffmeister (1754-1812)
- Gottfried Hüngsberg (1944–2022)
- Engelbert Humperdinck (1854-1921)
- Ralf Hütter (1946-)

## J
- Salomon Jadassohn (1831-1902)
- Johann Gottlieb Janitsch (1708-1763)
- Theo Jörgensmann (1948-)

## K
- Otto Kade (1819-1900)
- Mauricio Kagel (1931-2008)
- Johannes Kalitzke (1959)
- Heinrich Kaminski (1886-1946)
- Johann Hieronymus Kapsberger (1580-1651)
- Sigfrid Karg-Elert (1877-1933)
- Hugo Kaun (1863-1932)
- Reinhard Keiser (1674-1739)
- Johann Caspar Kerll (1627-1693)
- Friedrich Kiel (1821-1885)
- Wilhelm Killmayer (1927-2017)
- Johann Kirnberger (1721-1783)
- Johann Christian Kittel (1732-1809)
- Giselher Klebe (1925-2009)
- Richard Rudolf Klein (1921-2011)
- Armin Knab (1881-1951)
- Gustav Kneip (1905-1992)
- Jürgen Knieper (1941-)
- Gottfried Michael Koenig (1926)
- Walter Kollo (1878-1940)
- Joseph Martin Kraus (1756-1792)
- Conradin Kreutzer (1780-1849)
- Johannes Kriedler (1980-)
- Adam Krieger (1634-1666)
- Joseph Küffner (1776-1856)
- Eduard Künnecke (1885-1953)

## L
- Helmut Lachenmann (1935-)
- James Last (1929-2015)
- Hugo Leichtentritt (1874-1951)
- Leonhard Lechner (1553-1606)
- Paul Lincke (1866-1946)
- Udo Lindenberg (1946-)
- Eugen Lindner (1858-1915)
- Peter Lindpaintner (1791-1856)
- Norbert Linke (1933-2020)
- Johann Bernhard Logier (1777-1846)
- Martin Lorber (1967-)
- Albert Lortzing (1801-1851)
- Carl Löwe (1796-1869)
- Vincent Lübeck (1654-1740)
- Martin Luther (1483-1546)

## M
- Theo Mackeben (1897-1953)
- David Martello (1981-)
- Britt Maxime
- Simon Mayr (1763-1845)
- Tilo Medek (1940-2006)
- Will Meisel (1897-1967)
- Felix Mendelssohn (1809-1847)
- Giacomo Meyerbeer (1791-1864)
- Richard Mondt (1873-1959)
- Hans Joachim Moser (1889-1967)
- Georg Muffat (1653-1704)
- Franz Xaver Murschhauser (1663-1738)

## N
- Johann Friedrich Naue (1787-1858)
- Johann Gottlieb Naumann (1741-1801)
- Hermann Necke (1850-1912)
- Christian Gottlob Neefe (1748-1798)
- Victor Ernst Nessler (1841-1890)
- Hans Neusidler (1508/09-1563)
- Konrad Neusidler (1541-1604)
- Melchior Neusidler (1531-1590)
- Nico (1938-1988)
- Otto Nicolai (1810-1849)
- Philipp Nicolai (1556-1608)
- Walter Niemann (1876-1953)

## O
- Siegfried Ochs (1858-1929)
- Jacques Offenbach (1819-1880)
- André Olbrich (1967-)
- Carl Orff (1895-1982)

## P
- Johann Pachelbel (1653-1706)
- Fredrik Pacius (1809-1891)
- Heinrich Panofka (1807-1887)
- Johan Christoph Pepusch (1667-1752)
- Hans Pfitzner (1869-1949)
- Ferdinand Pfohl (1862-1949)
- Franz Philipp (1890-1972)
- Johann Georg Pisendel (1678-1755)
- Johann Peter Pixis (1788-1874)
- Enno Poppe (1969-)
- Hieronymus Praetorius (1560–1630)
- Jacob Praetorius starejši (1530–1586)
- Jacob Praetorius (1586–1651)
- Michael Praetorius (1571-1621)

## Q
- Johann Joachim Quantz (1697-1773)

## R
- Peer Raben (1940-2007)
- Joachim Raff
- Bernd Redmann
- Max Reger (1873-1916)
- Gottfried Reiche (1667-1734)
- Aribert Reimann (1936-)
- Johann Adam Reincken (1643-1722)
- Carl Reinecke (1824-1910)
- Julius Reubke (1834-1858)
- Hermann Reutter (1900-1985)
- Oskar Rieding (1840-1918)
- Josef Anton Riedl (1929-2016)
- Ferdinand Ries (1784-1838)
- Julius Rietz (1812-1877)
- Wolfgang Rihm (1952-)
- Trude Rittmann (1908-2005)
- Johann Theodor Roemhildt (1684-1756)
- Peter Ruzicka (1948-)

## S
- Emil von Sauer (1862-1942)
- Heinrich Scheidemann (1595-1663)
- Samuel Scheidt (1587-1654)
- Johann Hermann Schein (1586-1630)
- Johann Gottfried Schicht (1753-1823)
- Fritz Schieri (1922-2009)
- Melchior Schildt (1592/3–1667)
- Iris ter Schiphorst (1956)
- Irmin Schmidt (1937)
- Willy Schmidt-Gentner (1894-1964)
- Florian Schneider-Esleben (1947-2020)
- Friedrich Schneider (1786–1853)
- Johann Abraham Peter Schulz (1747-1800)
- Norbert Schulze (1911-2002)
- Clara Schumann (1819-1896)
- Robert Schumann (1810-1856)
- Heinrich Schütz (1585-1672)
- Friedrich Silcher (1789-1860)
- Louis Spohr (1784-1859)
- Rudi Spring (1962-)
- Carl Stamitz (1745-1801)
- Johann Ulrich Steigleder (1593-1635)
- Rudi Stephan (1887-1915)
- Johann Franz Xaver Sterkel (1750-1817)
- Karlheinz Stockhausen (1928-2007)
- Markus Stockhausen (1957-)
- Richard Strauss (1864-1949)
- Daniel Streibelt (1765-1823)
- Hans Heinz Stuckenschmidt (1901-1988)
- Benjamin Schweitzer (1973)

## T
- Georg Philipp Telemann (1681-1767)
- Herbert Trantow (1903-1993)
- Karl Richard Tschon (1923-1993)
- Daniel Gottlob Türk (1750-1813)

## U
- Johann Otto Uhde (1725-1766)

## V
- Franz Adam Veichtner (1741-1822)
- Georg Joseph Vogler (1749-1814)
- Antje Vowinckel (1964-)

## W
- Richard Wagner (1813–1883)
- Rudolf Wagner-Régeny (1903-1969)
- Siegrfried Wagner (1869–1930)
- Herwarth Walden (1879-1941)
- H. Johannes Wallmann (1952-)
- Bruno Walter (1876-1962)
- Johann Gottfried Walther (1684-1748)
- Carl Maria von Weber (1786-1826)
- Carl Wehner (1838-1912)
- Georg Caspar Wecker (1632-1695)
- Kurt Weill (1900-1950)
- Sylvius Leopold Weiss (1687-1750)
- Andreas Werckmeister (1645-1706)
- Jörg Widmann (1973)
- Heinz Winbeck (1946-2019)
- Christian Wolff (1705–1773)
- Christoph Ernst Friedrich Weyse (1774-1842)
- Jörg Widmann (1973-)

## Z
- Gerd Zacher (1929-2014)
- Carl Friedrich Zelter (1758-1832)
- Hans Zender (1936-2019)
- Hermann Zilcher (1881-1948)
- Hans Zimmer (1957-)
- Bernd Alois Zimmermann (1918-1970)
- Udo Zimmermann (1943-)